# Мощенски села
Мощенските села (на македонска литературна норма: Моштенски села) е етнографска област в южната част на Северна Македония и в Северна Гърция. Областта обхваща около 30 села в Леринското поле, Гърция и в Битолското поле, Северна Македония. Селата в Гърция са Арменоро, Попължани, Песочница, Горно и Долно Каленик, Сакулево, Долно Върбени, Неокази, Вощарани, Крушоради, Сетина, Попадия, и други в леринския район, а в Северна Македония са Бач, Живойно, Гермиян и Сович в Битолско. Населението в тази област, известно под етнонима мощенци, е запазило традиционната си носия, особено женската. Женската кошуля е изработена от бяло домашно платно, извезена със специфична украса, а над нея облечени в вълнени клашнени облекла − кюрдия, ресачка, или власеник. Те се увиват в тъкана вълнена скутина прегач, и покриват главите си с бели шалове. В миналото мощенците не сключват брак с жители на други села с различна носия.

## Мощенски носии
- Селска носия от Арменоро, Леринско
- Селска носия от Песочница, Леринско